# جان بلرز
جان بلرز (انگلیسی: John Bellers; ۱ ژانویهٔ ۱۶۵۴ – ۸ فوریهٔ ۱۷۲۵) نظریه‌پرداز انگلیسی که عضو کوئیکرها طی قرن ۱۷ و ۱۸ میلادی بود. وی نظراتی در باب تشکیل یک واحد در اروپا داده‌است.
وی همچنین برندهٔ جوایزی همچون همکار انجمن سلطنتی شده‌است.